# Orthomorpha pardalis
Orthomorpha pardalis är en mångfotingart. Orthomorpha pardalis ingår i släktet Orthomorpha och familjen orangeridubbelfotingar. Inga underarter finns listade i Catalogue of Life.